# کیووان هوشی
کیووان هوشی (ژاپنی: 星 キョーワァン؛ زادهٔ ۲۵ ژوئن ۱۹۹۷) یک بازیکن فوتبال اهل ژاپن است.
از باشگاه‌هایی که در آن بازی کرده‌است می‌توان به باشگاه فوتبال یوکوهاما اشاره کرد.